# Свети Димитър (Ракитница)
Вижте пояснителната страница за други значения на Свети Димитър.
„Свети Димитър“ (на македонска литературна норма: „Свети Димитриј“, „Свети Димитрија“) е възрожденска православна църква в демирхисарското село Ракитница, Северна Македония. Църквата е под управлението на Крушевско-Демирхисарската епархия на Македонската православна църква.
Църквата е гробищен храм, разположен в северния край на селото. Според характеристиките на запазената живопис се датира в XV – XVII век. В XIX век са направени значителни поправки.
В архитектурно отношение е еднокорабна базилика с тристранна апсида на изток и по-нов, по-нискът трем на запад. Църквата е покрита архитравно и има дъсчен таван, като оригинално е била със свод. Зидарията е от ломен камък, като венецът е от дялан бигор. Покривът е с керемиди, а този на апсидата с каменни плочи. Във вътрешността има женска църква. Старата живопис е запазена само в олтарното пространство.